# پدرو دآلوارادو
 پدرو دآلوارادو (اسپانیایی: Pedro de Alvarado‎؛ ۱۴۸۵ – ۴ ژوئیهٔ ۱۵۴۱) یک کنکیستادور اهل اسپانیا که فرماندار گواتمالا بود.